# John Bell Hatcher
John Bell Hatcher (Cooperstown, Illinois, 1861. október 11. – Pittsburgh, Pennsylvania, 1904. július 3.) amerikai őslénykutató és fosszíliavadász. Leginkább a Torosaurus felfedezésével vált ismertté.

## Életpálya
Az Illinois állambeli Cooperstownban született. Iskoláit az iowai Cooperben kezdte meg, ahová még kora gyermekkorában gazdálkodó édesapja átköltöztette a családot.
Az őslénytan iránt akkor kezdett érdeklődni, amikor szénbányászként dolgozott, hogy pénzt keressen főiskolai tanulmányaihoz. 1880 őszén végzett a Grinnell College-ben, majd egy éven át a Yale Egyetemre járt. 1884-ben, egy évvel a Yale-hez tartozó Sheffield Tudományos Iskola (Sheffield Scientific School) elvégzése előtt megmutatott egy kisebb karbon időszaki fosszília-gyűjteményt George Jarvis Brushnak, aki később bemutatta őt Othniel Charles Marshnak. Hatcher 1893-ig Marsh kisegítőjeként dolgozott, és kitűnt társai közül a nyugati államokban végzett terepmunka során. 1889-ben a wyomingi Lusk közelében Hatcher rátalált a Torosaurus első fosszilis maradványaira.
Hatcher elégedetlen volt a Yale-lel, különösen azért, mert Marsh nem engedélyezte a kisegítők számára, hogy egymaguk publikáljanak. 1890-ben tárgyalt Henry Fairfield Osbornnal egy, az Amerikai Természetrajzi Múzeumban (fAmerican Museum of Natural History) betölthető állásról, de nem járt sikerrel. 1893-ban hét évre kinevezték a Princeton Egyetem gerinces őslénytani kurátorává és geológiai munkatársává. 1896-ban saját ötlete alapján megtervezte és biztosította három patagóniai expedíció költségvetésének nagy részét, tőle származott az az elképzelés is, hogy az expedíciók eredményeinek publikálásához nyerjék meg J. Pierpont Morgan támogatását. Az expedíciókat Hatcher a Princeton University Expeditions to Patagonia, 1896-1899 (A Princeton Egyetem patagóniai expedíciói, 1896-1899) című könyvében ismerteti. A patagóniai és ausztráliai flóra és fauna hasonlósága alapján arra következtetett, hogy a két földrész egykor összekapcsolódott.
Az 1900-as évek elején a Carnegie Természetrajzi Múzeum (Carnegie Museum of Natural History) őslénytani és oszteológiai kurátoraként dolgozott. Ő volt felelős támogatójáról, a skót-amerikai iparmágnásról, Andrew Carnegie-ről elnevezett Diplodocus carnegii tudományos vizsgálatáért és kiállításáért. A leletről szóló tanulmánya 1901-ben jelent meg Diplodocus (Marsh): Its Osteology, Taxonomy, and Probable Habits, with a Restoration of the Skeleton (Diplodocus (Marsh): Szövettan, taxonómia és valószínűsíthető szokások a csontváz rekonstrukciójával) címmel.
Hatcher a pennsylvaniai Pittsburghben, tífuszban halt meg, miközben a Ceratopsiáról szóló, a pár évvel korábban elhunyt Marsh-sal közösen elkezdett monográfiája befejezésén dolgozott. A művet Richard Swann Lull fejezte be 1907-ben.
Hatcher 1887. október 10-én a nebraskai Ainsworthben házasságot kötött a Long Pine-i Anna Isaacksonnal. A házaspárnak négy gyermeke született.
A pittsburghi Homewood temetőben temették el. A sírja 91 évre jelöletlenné vált, mivel özvegye és gyermekei a halála után visszaköltöztek Iowa államba. Azonban a Gerinces Őslénytani Társaság (Society of Vertebrate Paleontology) 1995-ös, pittsburghi éves találkozójának néhány résztvevője készíttetett a számára egy sírkövet, melyen bevésve a neve olvasható és a Torosaurus homokfúvással készült képe látható.

## Fordítás
- Ez a szócikk részben vagy egészben a John Bell Hatcher című angol Wikipédia-szócikk ezen változatának fordításán alapul.  Az eredeti cikk szerkesztőit annak laptörténete sorolja fel. Ez a jelzés csupán a megfogalmazás eredetét és a szerzői jogokat jelzi, nem szolgál a cikkben szereplő információk forrásmegjelöléseként.